# Vladimir Kasjanov
Vladimir Pavlovič Kasjanov, (ruski: Влади́мир Па́влович Касья́нов; Odesa, Ukrajina, 12. lipnja 1883. – Moskva, Rusija, 24. studenoga 1960.), ruski filmski redatelj.

## Filmovi
- Drama u futurističkom kabareu 13 (1914.)[1]
- Smert bogov (1916.)
- Isterzannie duši (1917.)

## Vanjske poveznice
- Vladimir Kasjanov na kino-teatr.ru